# كاب أف أم
راديو كاب أف أم  أو كما تعرف بالفرنسية Cap FM هي إذاعة جهوية خاصة في تونس. تبث من استديوهاتها بالحمامات ويغطي بثها مناطق الوطن القبلي وتونس الكبرى على أمواج أف أم بذبذبات 95.2, 105.6 و 91.5 ميغاهرتز، كما يمكن الاستماع إليها على موقعها الرسمي على الإنترنت.

## مقالات ذات صلة
- قائمة إذاعات الراديو التونسية

## وصلات خارجية
- الموقع الرسمي لإذاعة كاب أف أم
- استمع لإذاعة كاب أف أم